# Łubie (gmina)

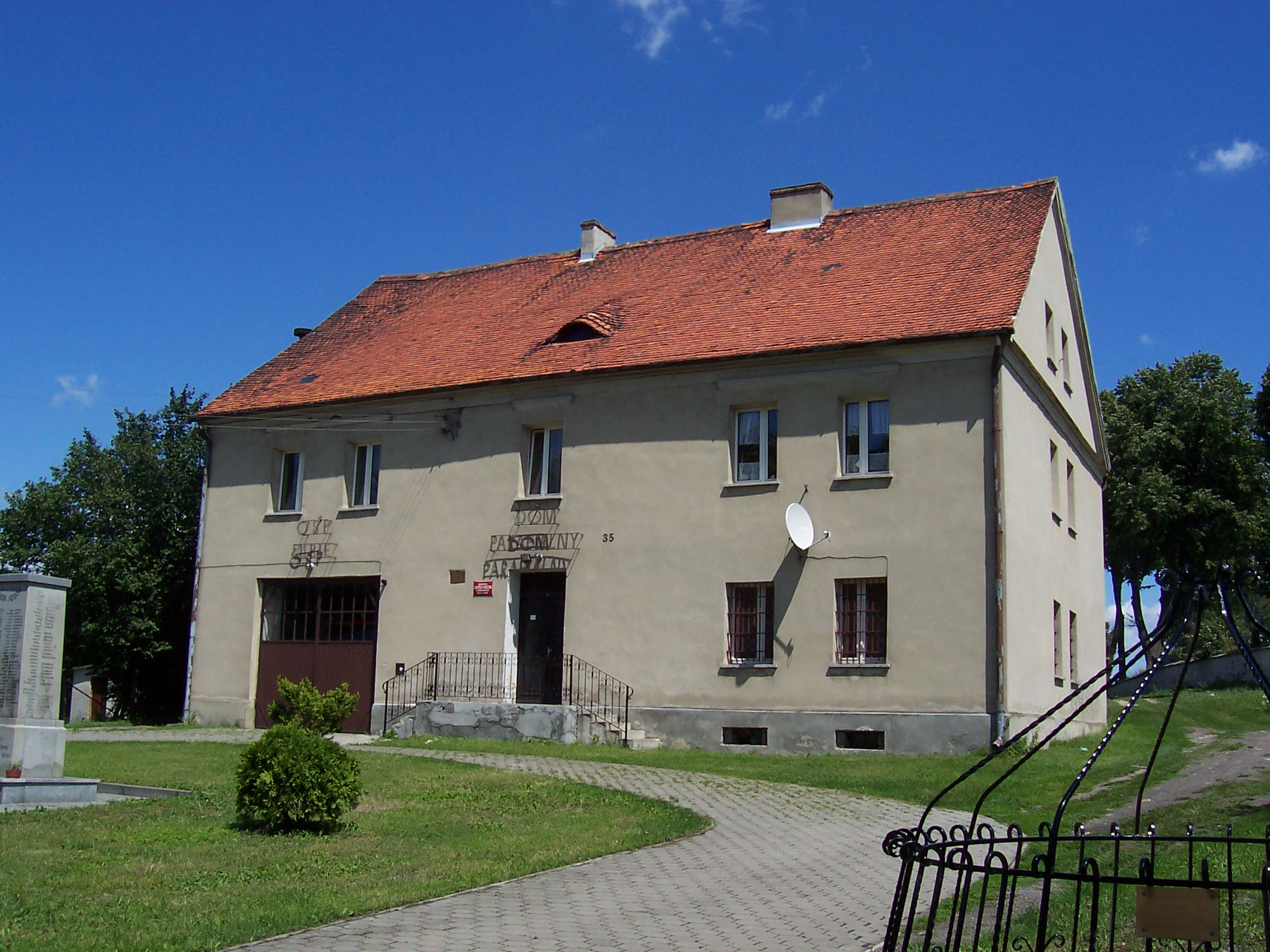
Budynek OSP i parafii w Łubiu

Łubie – dawna gmina wiejska istniejąca w latach 1945–1954 w woj. śląskim (śląsko-dąbrowskim), katowickim i stalinogrodzkim (dzisiejsze woj. śląskie). Siedzibą władz gminy było Łubie.
Gmina zbiorowa Łubie powstała po II wojnie światowej (w grudniu 1945) w powiecie gliwickim na terenie tzw. Ziem Odzyskanych (tzw. I okręg administracyjny – Śląsk Opolski), powierzonym 18 marca 1945 administracji wojewody śląskiego, a z dniem 28 czerwca 1946 przyłączonym do woj. śląskiego (śląsko-dąbrowskiego).
Według stanu z 1 stycznia 1946 gmina składała się z 7 gromad: Łubie, Jasiona, Jaśkowice, Kopienica, Księży Las, Pniów i Zacharzowice. 6 lipca 1950 zmieniono nazwę woj. śląskiego na katowickie, a 9 marca 1953 kolejno na stalinogrodzkie. Według stanu z 1 lipca 1952 gmina składała się z 7 gromad: Jasiona, Jaśkowice, Kopienice, Księży Las, Łubie, Pniów i Zacharzowice. Gmina została zniesiona 29 września 1954 wraz z reformą wprowadzającą gromady w miejsce gmin.
Jednostki nie przywrócono 1 stycznia 1973 wraz z kolejną reformą reaktywującą gminy. Obecnie Jasiona, Jaśkowice, Kopienica i Księży Las należą do gminy Zbrosławice, Pniów do gminy Toszek, a Zacharzowice do gminy Wielowieś.